# تپه زمان‌آباد (تربت جام)
تپه زمان آباد مربوط به دوران پیش از تاریخ ایران باستان است و در شهرستان تربت جام، بخش مرکزی، روستای قادرآباد واقع شده و این اثر در تاریخ ۲۷ مرداد ۱۳۸۲ با شمارهٔ ثبت ۹۵۹۹ به‌عنوان یکی از آثار ملی ایران به ثبت رسیده است.